# Eugène Lacomblé
Eugène Edouard Bernard Lacomblé (Arnhem, 26 ottobre 1896 – Mar di Giava, 28 febbraio 1942) è stato un militare olandese, che durante la seconda guerra mondiale fu comandante dell'incrociatore leggero Hr. Ms. De Ruyter, nave di bandiera del contrammiraglio Karel Doorman comandante la squadra navale interalleata dell'ABDACOM nella campagna delle Indie orientali olandesi. Il 29 maggio 1949 fu nominato postumo Cavaliere dell'ordine militare di Guglielmo.

## Onorificenze

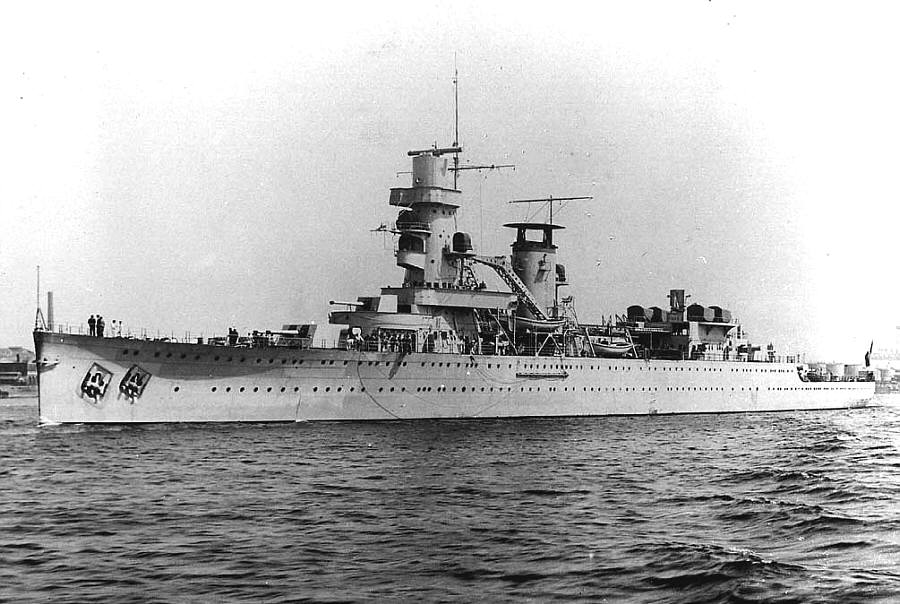
L'incrociatore leggero De Ruyter. Notare l'originale cappello che ricopre il fumaiolo.

## Biografia
Nacque a Arnhem il 26 ottobre 1896, figlio di Eugène Edouard Bernard (1863-1933) e Cornelia Maria Perk, e dopo aver frequentato la scuola superiore (Hogere Burger School, HBS), nel 1914 entrò nel Koninklijk Instituut voor de Marine di Willemsoord. Promosso tenente di 3ª classe nel 1917, venne inviato nelle Indie orientali olandesi dove si imbarcò sulla nave da battaglia De Ruyter, allora al comando del capitano N. Maats.
Tre mesi dopo fu promosso tenente di 2ª classe e trasferito a bordo della nave scuola siluri Koningin Emma der Nederlanden. Al termine dell'addestramento fu assegnato alla specialità sommergibili imbarcandosi a partire dalla fine del 1927,  e ritornando più volte nei Paesi Bassi. Nel 1928 fu nominato primo ufficiale sul Brino venendo quindi promosso tenente di 1ª classe l'anno successivo.
Nel 1931 ritorno nelle Indie Orientali a bordo della nave postale Christiaan Huygens, ed al suo arrivo a Surabaya assunse l'incarico di primo ufficiali della caserma navale di Goebeng. All'inizio del 1932 fu trasferito sulla nave da battaglia De Zeven Provinciën, che nell'estate di quell'anno divenne nave scuola artiglieria del distretto navale di Surabaya.
Tre anni dopo ritornò nei Paesi Bassi, ed alla fine del 1935 assunse il comando del dragamine Douwe Aukes con cui visitò Ostenda e Rouen. Dopo aver trascorso alcuni mesi presso l'ufficio personale del Ministero della Difesa, nel 1938 ritornò nuovamente nelle Indie Orientali a bordo della MS Mamix van Sint Aldegonde.  Al suo arrivo fu nominato primo ufficiale dell'incrociatore leggero Hr. Ms. De Ruyter allora al comando del capitano Henri Jan Bueninck. Il 1 febbraio 1940 fu promosso Kapitein-LtZ, e il 18 agosto 1941 assunse il comando del De Ruyter.
Durante l'invasione giapponese delle Indie Orientali fu comandante dell'incrociatore De Ruyter, nave di bandiera del contrammiraglio Karel Doorman comandante della squadra navale interalleata. Il 27 febbraio 1942, durante lo svolgimento della battaglia del Mare di Giava il De Ruyter fu colpito ed immobilizzato da un siluto giapponese. Gravemente colpita più volte la nave ammiraglia incominciò ad inabissarsi alle 23.36, e fu dato l'ordine all'equipaggio d'abbandonare la nave. Doorman decise di restare a bordo ed affondò con essa, come da tradizione marinaresca, insieme al suo Capo di stato maggiore J.A. De Gelder, e al comandante dell'incrociatore. Nell'affondamento del De Ruyter, avvenuto alla 2.30 del 28 febbraio perirono complessivamente 345 uomini. L'ultimo messaggio trasmesso dalla nave ammiraglia alle rimanenti unità fu: Non fermarsi a raccogliere i superstiti. Proseguite per Batavia.
Il 29 maggio 1949 fu nominato postumo Cavaliere dell'ordine militare di Guglielmo. La Koninklijke Marine ne ha onorato la memoria intitolandogli una unità dragamine  della classe Van Straelen.

### Annotazioni
1. ↑  Secondo le testimonianze di alcuni superstiti Doorman e Lacomblé si ritirarono nelle loro cabine prima dell'affondamento della nave.

### Fonti
1. ↑  In lingua olandese Luitenant ter Zee or LtZ.
2. 1 2  Cox 2014, p. 253.
3. ↑  Cox 2014, p. 323.
4. ↑  Cox 2014, p. 320.